# الريفيرا الألبانية

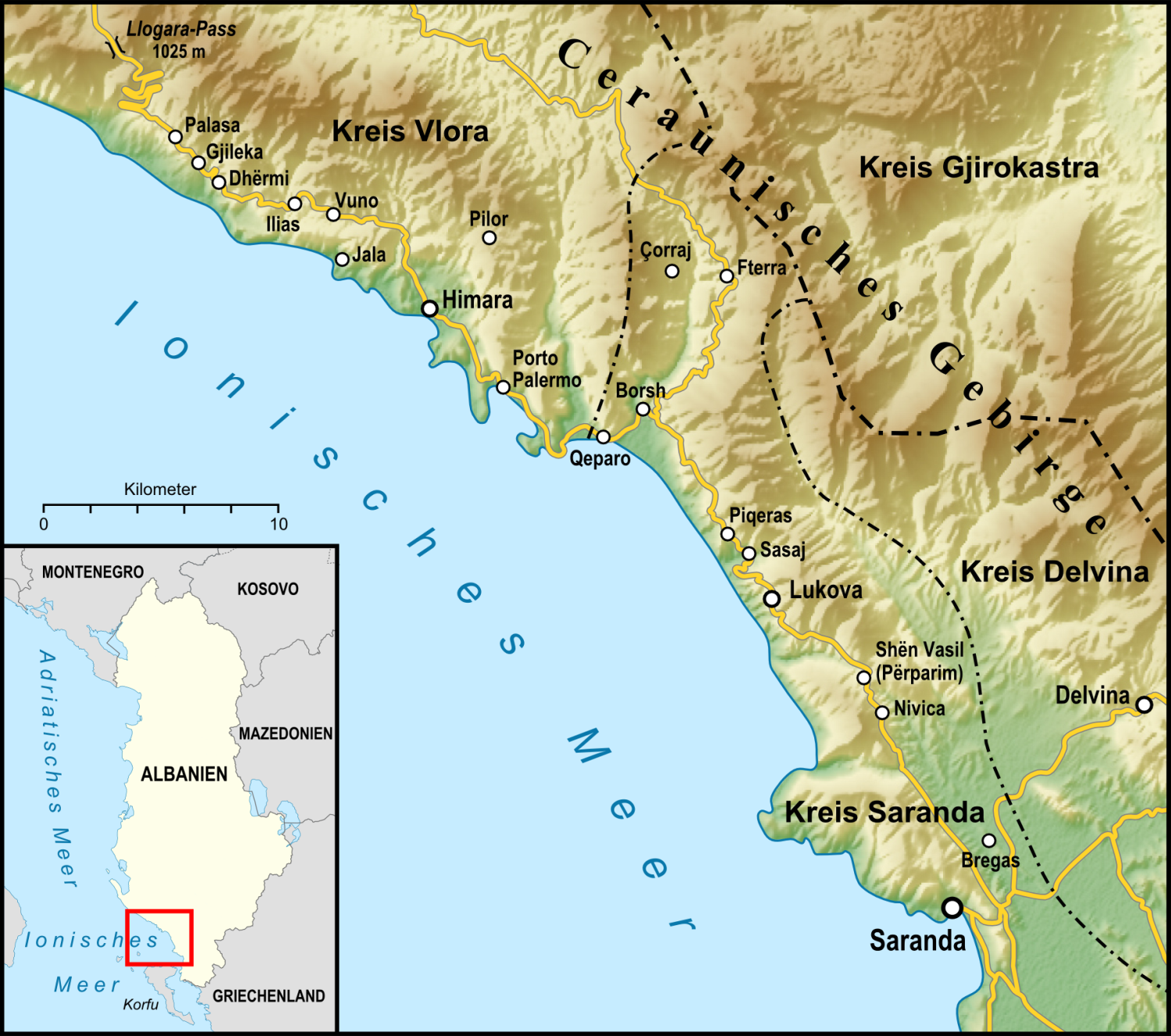
خريطة طبوغرافية للريفيرا الألبانية.

الريفيرا الألبانية (بالألبانية: Riviera Shqiptare) وتعرف أيضا باسم بريغو، تشير إلى جزء من الشريط الساحلي لألبانيا والذي يمتد على طول شمال شرق البحر الأيوني في البحر الأبيض المتوسط.

## المعالم
- ساراندي هي واحدة من أهم مناطق الجذب السياحي في الريفيرا الألبانية. بالقرب من المدينة توجد بقايا مدينة بوترنت القديمة.
- كساميلي هي واحدة من أكثر المنتجعات الساحلية التي يرتادها كل من السياح المحليين والأجانب. جزر كساميلي هي أرخبيل صغير قبالة ساحل قرية تحمل نفس الاسم.
- ديرمي تم بناؤها على منحدر بجبال سيراونيان على ارتفاع حوالي 200 متر. شهدت المنطقة الساحلية تطورا من حيث مرافق الإقامة والمبيت، بكما تعد البلدة وجهة للحياة اليلية.

## القلاع
|  |  |  |

## المتنزهات الطبيعية
|  |  |  |

## مقالات متعلقة
- جغرافيا ألبانيا
- السياحة في ألبانيا